# Saint-Nazaire (Pyrénées-Orientales)
Saint-Nazaire (Catalaans: Sant Nazari de Rosselló) is een gemeente in het Franse departement Pyrénées-Orientales (regio Occitanie). De plaats maakt deel uit van het arrondissement Perpignan. Saint-Nazaire telde op 1 januari 2022 2.786 inwoners.

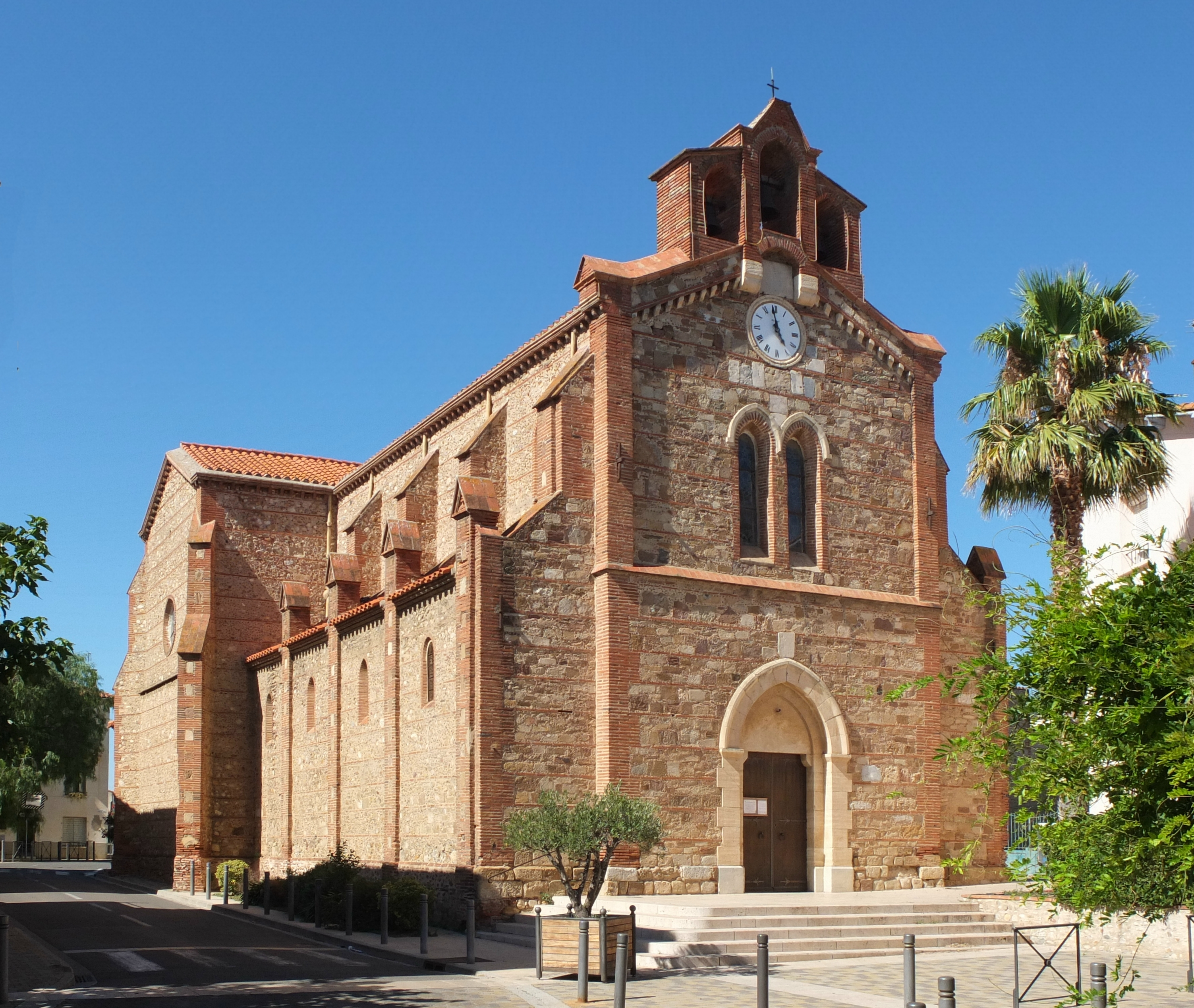
Kapel in Saint-Nazaire
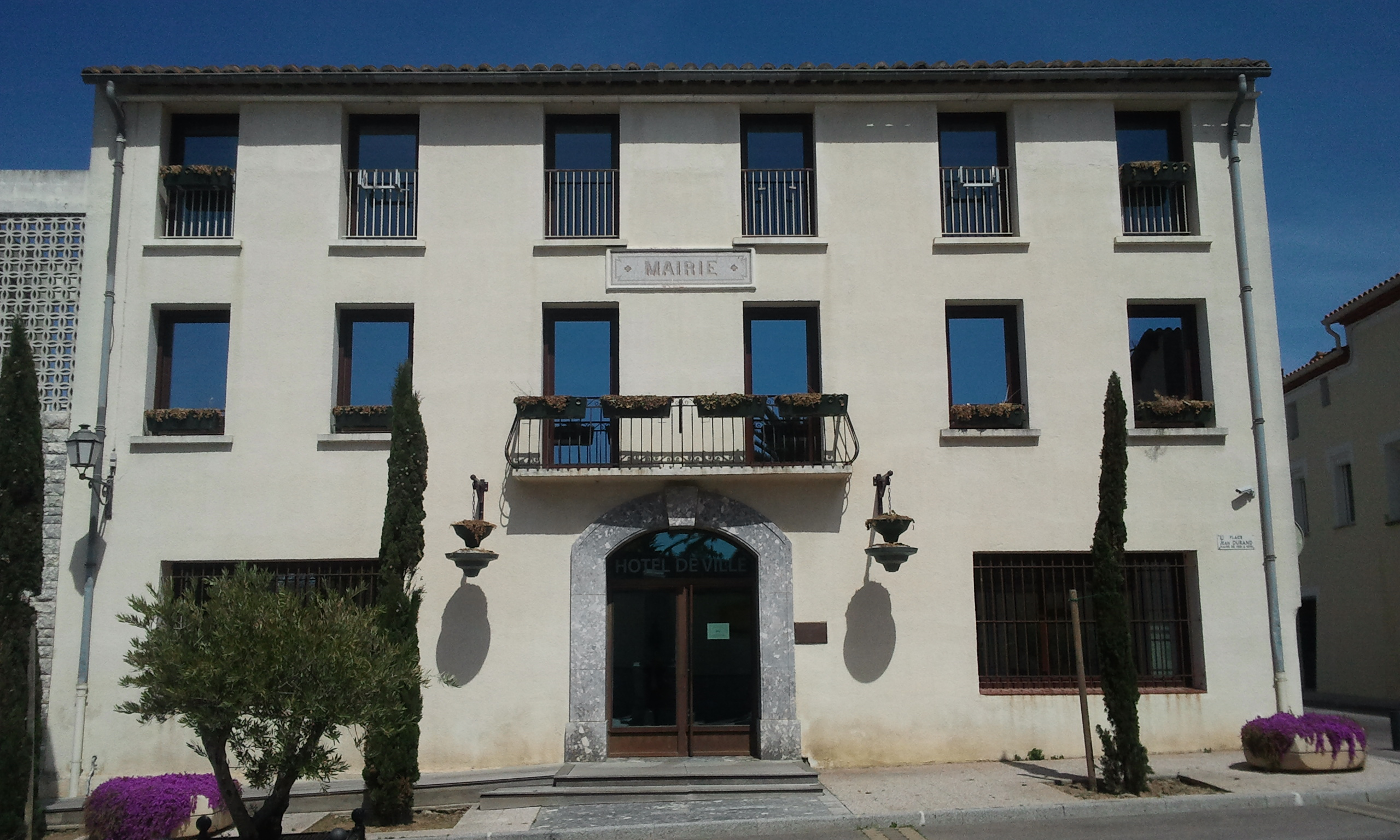
Gemeentehuis
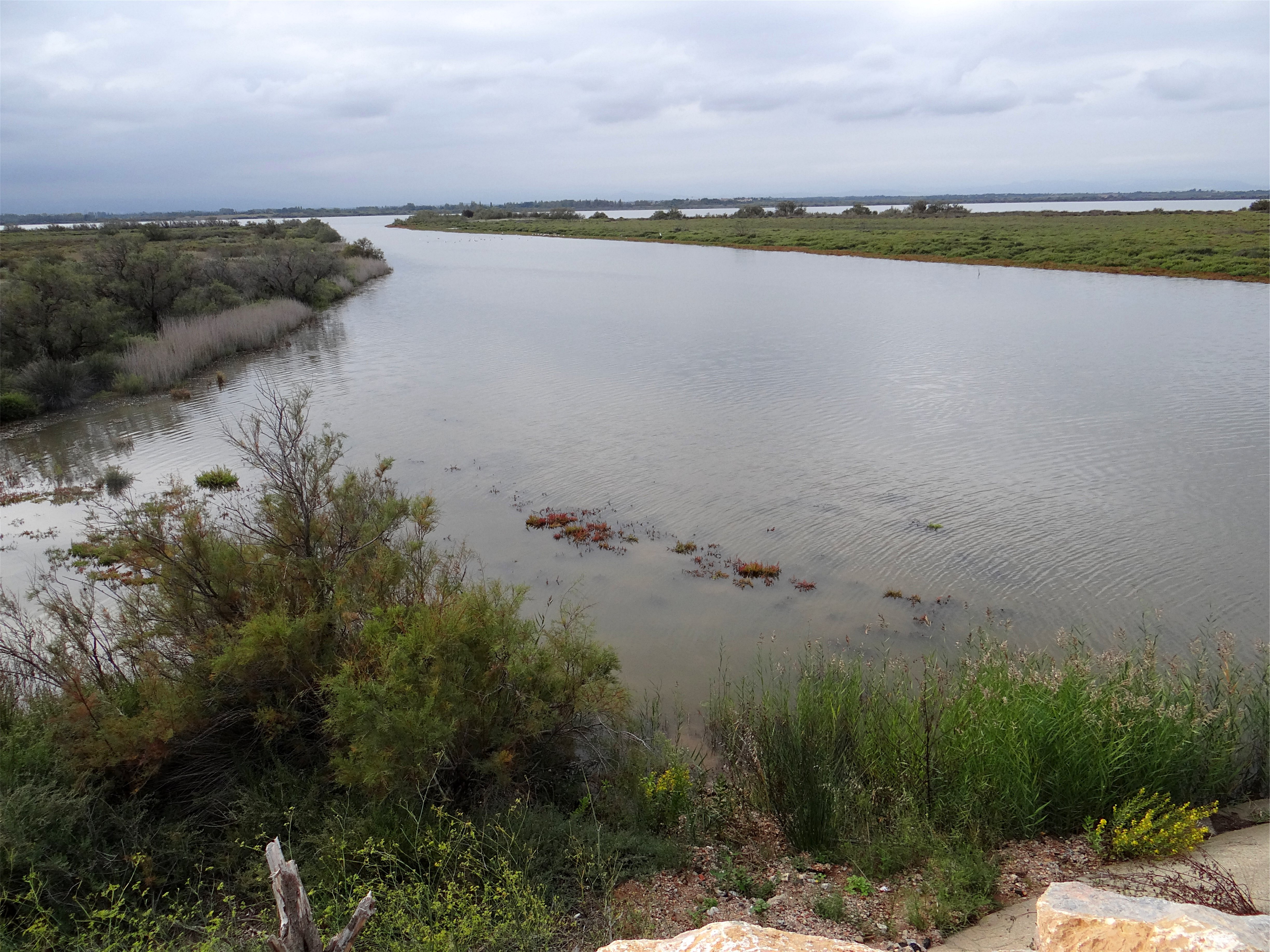
Étang de Canet

## Geografie
De oppervlakte van Saint-Nazaire bedroeg op 1 januari 2022 10,33 vierkante kilometer; de bevolkingsdichtheid was toen 269,7 inwoners per km². Saint-Nazaire ligt in de vlakte van Roussillon. Ten oosten van het stadscentrum liggen weiden en de lagune Étang de Canet. Ten westen van het centrum liggen voornamelijk wijngaarden.

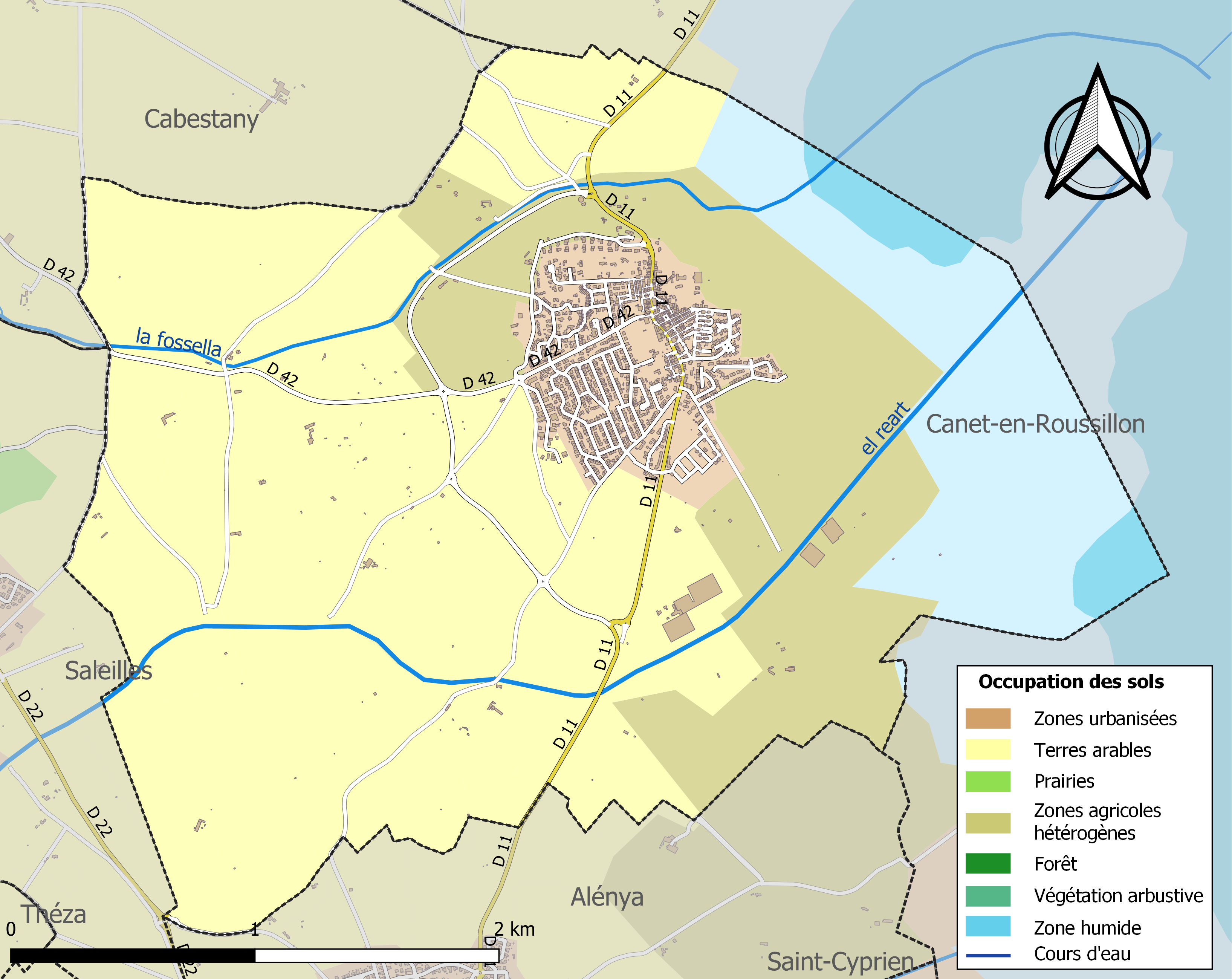
Kaart van de gemeente met de belangrijkste infrastructuur, bodemgebruik en omliggende gemeenten

## Demografie
Onderstaande figuur toont het verloop van het inwonertal (bron: INSEE-tellingen).